# Alcmeónida
La Alcmeónida (en griego antiguo: Ἀλκμεωνίς, Alkmeonis, o en griego antiguo: Ἀλκμαιωνίς, Alkmaiōnis) es una epopeya griega perdida, la cual se considera formó parte del ciclo tebano. Solo existen siete referencias a ella en la literatura antigua, y todas dejan claro que se desconocía su autoría. En la Alcmeónida se narra la historia de Alcmeón, quien asesina a su madre, Erífile, por haber organizado la muerte de su padre Anfiarao, cuyo asesinato fue narrado en la Tebaida. Uno de los fragmentos supervivientes es citado por Ateneo en el Deipnosophistae: él lo eligió porque describe un banquete fúnebre. Las líneas tienen muy poco en común con las descripciones de las fiestas en la Ilíada y la Odisea.

## Obras que la mencionan
Pseudo-Apolodoro. La biblioteca: en dos volúmenes. Traducido por James George Frazer. Cambridge: Harvard University Press, 1976.

## Ediciones y traducciones

### Ediciones
- Kinkel, G. (1877), Epicorum Graecorum fragmenta, vol. 1, Leipzig..
- Allen, T.W. (1912), Homeri opera. Tomus V: Hymni, Cyclus, Fragmenta, Margites, Batrachomyomachia, Vitae, Oxford, ISBN 0-19-814534-9..
- Bernabé, A. (1988), Poetae epici Graecae, pars i, Leipzig, ISBN 978-3-598-71706-2..
- Davies, M. (1988), Epicorum Graecorum fragmenta, Göttingen, ISBN 978-3-525-25747-0..

### Traducciones
- Evelyn-White, H.G. (1936), Hesiod, the Homeric Hymns, and Homerica, Loeb Classical Library, no. 57 (3rd rev. edición), Cambridge, MA, ISBN 978-0-674-99063-0.. (El enlace es a la 1ª edición de 1914.) Traducción al inglés con texto griego; ahora obsoleto excepto por sus traducciones de las citas antiguas.
- West, M.L. (2003), Greek Epic Fragments, Loeb Classical Library, no. 497, Cambridge, MA, ISBN 978-0-674-99605-2.. Texto griego con traducción al inglés